# آمفیزم زیر پوستی
آمفیزم زیر پوستی (به انگلیسی: Subcutaneous emphysema) به زمانی گفته می‌شود که هوا در زیر بافت پوست نفوذ کرده و موجب خیز یا آماس پوست گردد. نفوذ هوای تنفسی به زیر جلد بیشتر در ناحیه گردن و صورت رخ می‌دهد.
آمفیزم زیرپوستی به‌تنهایی خطرناک نیست اما علت پدید آمدن آن مثلاً پنوموتوراکس می‌تواند خطرناک باشد.
از ویژگی‌های تشخیصی در آمفیزم زیر پوستی، صدای خش خش مانند جویدن پفک نمکی است که به خش‌خش آمفیزم معروف است.

## علائم و نشانه‌ها
علائم و نشانه‌های آمفیزم خودبخودی زیر جلدی بر اساس علت آن متفاوت است، اما اغلب با تورم گردن و درد قفسه سینه همراه است و همچنین ممکن است شامل گلودرد، گردن درد، مشکل در بلع، خس خس سینه و مشکل در تنفس باشد. عکس‌برداری اشعه ایکس قفسه سینه ممکن است هوا را در مدیاستن، وسط حفره قفسه سینه نشان دهد. لمس آمفیزم از روی پوست، مانند دستمال کاغذی است، دست زدن به آن باعث حرکت‌شان می‌شود و گاهی اوقات صدای تق تق ایجاد می‌کند. حباب‌های هوا که بدون درد هستند در هنگام لمس مانند گره‌های کوچکی به نظر می‌رسند، ممکن است وقتی پوست بالای آن‌ها لمس شود، ترکیده شوند. بافت‌های اطراف آن معمولاً متورم هستند.
در صورتی که آمفیزم در صورت ایجاد شود، ممکن‌است به‌طور قابل توجهی متورم شود. در موارد آمفیزم زیر جلدی در اطراف گردن، ممکن است احساس پری گردن وجود داشته باشد و صدا تغییر کند. اگر آمفیزم زیرجلدی (به خصوص در اطراف گردن و قفسه سینه) شدید باشد، می‌تواند در تنفس اختلال ایجاد کند. از آنجا که هیچ گونه جدایی در بافت چربی پوست وجود ندارد تا از حرکت هوا جلوگیری کند، هوا به بسیاری از قسمت‌های بدن از جمله شکم و اندام‌ها حرکت کند.

## سبب‌شناسی
هوا می‌تواند از مدیاستن و خلف صفاق (فضای پشت حفره شکمی) به بافت‌های نرم گردن برود زیرا این نواحی توسط صفحات فاشیا به هم متصل می‌شوند. از ریه‌ها یا مجاری تنفسیِ سوراخ شده، هوا از غلاف‌های اطراف عروق به سمت مدیاستن می‌رود و از آنجا می‌تواند وارد بافت‌های زیر جلدی شود.
تصور می‌شود که آمفیزم خود به خودی زیر جلدی ناشی از افزایش فشار در ریه است که باعث پارگی آلوئول‌ها می‌شود. در آمفیزم خودبخودی زیر جلدی، هوا از آلوئول‌های پاره شده به داخل بافت بینابینی و در امتداد رگ‌های خونی ریه، به مدیاستن و از آن‌جا به بافت‌های گردن یا سر حرکت می‌کند.

## علل

### آسیب
شرایطی که باعث آمفیزم زیر جلدی می‌شود ممکن است از ترومای نافذ و غیرنافذ ایجاد شود. آمفیزم زیر جلدی اغلب در قربانیان تصادفات رانندگی به دلیل شدت بالای آسیب دیده می‌شود.
ترومای قفسه سینه، یکی از علل اصلی آمفیزم زیر جلدی است که می‌تواند باعث ورود هوا از گردن یا ریه به پوست دیواره قفسه سینه شود. هنگامی که غشای پلور (جنب) سوراخ می‌شود، همان‌طور که در ترومای نافذ قفسه سینه اتفاق می‌افتد، ممکن است هوا از ریه به عضلات و بافت زیر جلدی دیواره قفسه سینه برسد.
هنگامی که آلوئول‌های ریه پاره می‌شوند، همان‌طور که در پارگی ریوی اتفاق می‌افتد، هوا ممکن است از زیر پلور احشایی (لایه پوشاننده ریه)، به ناف ریه، تا نای، گردن و سپس به قفسه سینه حرکت کند. این عارضه همچنین ممکن است زمانی رخ دهد که یک دنده شکسته ریه را سوراخ کند؛ در واقع، ۲۷ درصد از بیمارانی که شکستگی دنده دارند، آمفیزم زیر جلدی نیز دارند.
آمفیزم زیر جلدی اغلب در پنوموتوراکس (هواجنبی) مشاهده می‌شود و همچنین ممکن است باعث ورود هوا به مدیاستن و پریکارد (پنوموپریکاردیوم، هوای موجود در حفره پریکارد در اطراف قلب) ایجاد شود. پنوموتوراکس تنشی، که در آن هوا در حفره جنب تجمع می‌یابد و بر اندام‌های داخل قفسه سینه فشار وارد می‌کند، احتمال اینکه هوا از طریق پلور پاره شده توسط دنده شکسته وارد بافت‌های زیر جلدی شود، بیشتر می‌شود. هنگامی که آمفیزم زیر جلدی ناشی از پنوموتوراکس است، هوا ممکن است وارد بافت‌هایی از جمله صورت، گردن، قفسه سینه، زیر بغل یا شکم شود.

### مداخله پزشکی
آمفیزم زیر جلدی نتیجه شایع بعضی انواع جراحی است، برای مثال در جراحی قفسه سینه، در جراحی‌های اطراف مری که به ویژه در جراحی طولانی مدت احتمال دارد. سایر علل بالقوه، تهویه با فشار مثبت به هر دلیل و با هر تکنیکی است. همچنین ممکن است در نتیجه جراحی‌های دهان، لاپاراسکوپی و کریکوتیروتومی رخ دهد.
یکی از دلایل اصلی آمفیزم زیر جلدی همراه با پنوموتوراکس، عملکرد نامناسب لوله قفسه سینه است که ممکن است دچار گرفتگی شده یا کلامپ باشد، یا از جای خود خارج شده باشد و نیاز به تعویض لوله باشد.
تهویه مکانیکی می‌تواند پنوموتوراکس را بدتر کند، می‌تواند هوا را وارد بافت‌ها کند. هنگامی که آمفیزم زیر جلدی در یک بیمار رخ می‌دهد، ممکن است نشانهٔ این باشد که پنوموتوراکس اتفاق افتاده‌است. آمفیزم زیر جلدی ناشی از تهویه با فشار مثبت غیرعادی نیست. علت احتمالی دیگر پارگی نای است، نای ممکن است توسط تراکئوستومی یا لوله گذاری تراشه آسیب ببیند. در موارد آسیب نای، مقدار زیادی هوا می‌تواند وارد فضای زیر جلدی شود.

### عفونت
هوا می‌تواند در زیر پوست در عفونت‌های نکروزه مانند گانگرن بافت محبوس شود، که به عنوان یک علامت دیررس در گانگرن گازی رخ می‌دهد، که علامت مشخصه آن است. آمفیزم زیر جلدی نیز یکی از مشخصه‌های گانگرن فورنیه در نظر گرفته می‌شود. علائم آمفیزم زیر جلدی زمانی ایجاد می‌شود که ارگانیسم‌های عفونی با تخمیر، گاز تولید می‌کنند. هنگامی که آمفیزم به دلیل عفونت رخ می‌دهد، علائم سیستمیک بودن عفونت، یعنی اینکه به خارج از محل اولیه گسترش یافته‌است، نیز وجود دارد.

## تشخیص
تشخیص موارد جدی آمفیزم زیر جلدی، به دلیل علائم واضح این بیماری آسان است. در برخی موارد، علائم ظریف هستند و تشخیص را دشوارتر می‌کنند. تصویربرداری پزشکی برای تشخیص بیماری یا تأیید تشخیص انجام شده، استفاده می‌شود. در رادیوگرافی قفسه سینه، آمفیزم زیر جلدی ممکن است به صورت خطوط رادیولوسنت در الگوی مورد انتظار از گروه عضلانی پکتورالیس ماژور دیده شود.
هوا در بافت‌های زیر جلدی ممکن است با رادیوگرافی قفسه سینه تداخل داشته باشد و به‌طور بالقوه شرایط جدی مانند پنوموتوراکس را پنهان کند. همچنین می‌تواند اثربخشی سونوگرافی قفسه سینه را کاهش دهد.
از سوی دیگر، از آنجا که آمفیزم زیر جلدی ممکن است در عکس‌برداری اشعه ایکس قفسه سینه، قبل از انجام پنوموتوراکس آشکار شود، ممکن است از وجود آن برای استنباط آسیب جدی‌تر (پنوموتوراکس) استفاده شود.
آمفیزم زیر جلدی در سی تی اسکن نیز دیده می‌شود، حفره‌های هوا به صورت نواحی تاریک ظاهر می‌شوند. سی تی اسکن به قدری حساس است که معمولاً یافتن نقطه دقیقی که هوا از آن وارد بافت‌های نرم شده را ممکن می‌سازد.
وجود آمفیزم زیر جلدی در فردی که پس از یک دوره استفراغ، با بدحالی، درد قفسه سینه و تب مراجعه کرده، تشخیص نشانگان بوئرهاو (Boerhaave's syndrome) را مطرح می‌کند که یک اورژانس تهدید کننده زندگی و ناشی از پارگی دیستال مری است.

## پیش‌آگهی
هوای موجود در بافت زیر جلدی معمولاً یک تهدید کشنده نیست؛ مقدار کم هوا توسط بدن بازجذب می‌شود. هنگامی که پنوموتوراکس یا پنومومدیاستینوم (وجود هوا در مدیاستن) که باعث آمفیزم زیر جلدی می‌شود، اگر با یا بدون مداخله پزشکی برطرف شود، آمفیزم زیر جلدی ناشی از آن هم معمولاً برطرف می‌شود. با این حال، آمفیزم خود به خودی زیر جلدی در موارد نادر می‌تواند به یک وضعیت تهدید کننده زندگی بدل شود و آمفیزم زیر جلدی ناشی از تهویه مکانیکی ممکن است باعث نارسایی تهویه (ventilatory failure) شود.